# Breukeleveen
Breukeleveen is een buurtschap, voormalige gemeente en officiële woonplaats in de gemeente Wijdemeren, in de Nederlandse provincie Noord-Holland. Breukeleveen telde 200 inwoners in 2023.

## Ligging
De buurtschap ligt aan een dijk, tussen de Loosdrechtse Plassen en de Breukeleveensche of Stille Plas, tussen Nieuw-Loosdrecht en het Utrechtse Tienhoven. Tussen Breukeleveen en Nieuw-Loosdrecht liggen aan de dijk nog Muyeveld en Boomhoek.

## Geschiedenis

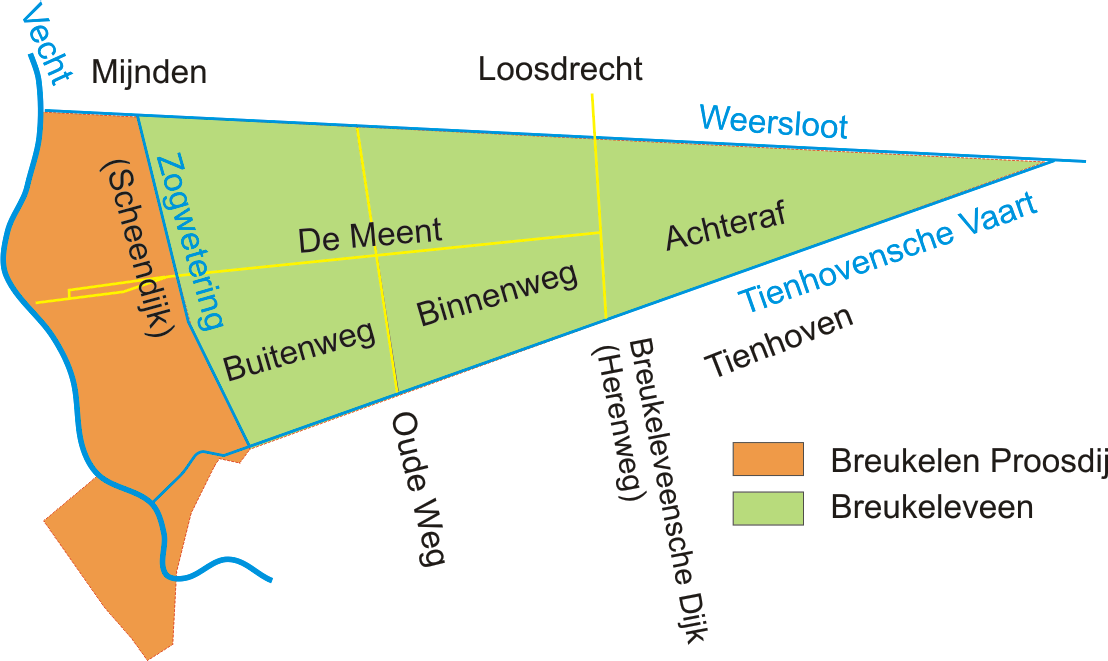
Kaart van de ontginning van Breukeleveen

De ontginning van Breukeleveen werd uitgevoerd onder het kapittel van Sint Pieter te Utrecht. Kapittelgoederen werden bestuurd door de proost van een kapittel. Een deel van het oude Breukelen (Breukelen Sint Pieter) was door de bisschop van Utrecht overgedragen aan de proost van Sint Pieter: het proosdijgerecht van Sint Pieter. De proost kreeg vervolgens ook het recht het veengebied ten oosten van de Vecht te ontginnen: Breukeleveen. De ontginning had als basis de Zogwetering. Haaks op de Zogwetering werden sloten gegraven om het veen te ontwateren. Aan de zijkanten werd de ontginning begrensd door de Weersloot en de Tienhovensche Vaart (huidige Tienhovensch Kanaal). Omstreeks 1180 werd begonnen en de eerste nederzetting was dus langs de huidige Scheendijk. In de eerste fase werd het gebied tot de huidige Kalverstraat ontgonnen. De huizen waren van hout en konden gedemonteerd worden om vervolgens verplaatst te worden naar de volgende dwarsdijk.
Omstreeks 1340/50 begon de tweede fase van de ontginning, waarna vervolgens de Breukeleveensche dijk (de huidige Herenweg) werd bereikt. De nederzetting werd weer verplaatst en de weg bij de Kalverstraat werd voortaan de Oude Weg genoemd. Vanaf de Breukeleveensche Dijk werd het laatste deel ontgonnen en de nederzetting werd niet meer verplaatst. Breukeleveen was een zogenaamde restontginning. Omdat Tienhoven en Loosdrecht eerder waren begonnen met het ontginnen, werd de ruimte voor Breukeleveen steeds kleiner, zodat de ontginning eindigt in het punt, waar de ontginningen van Tienhoven en Loosdrecht elkaar raken.
Het ontgonnen Breukeleveen was met Breukelen verbonden door De Meent. In een latere fase begon men het veen af te graven voor de turf productie, waardoor een groot deel van Breukeleveen veranderde in water. Zelfs de hoofdverbinding met Breukelen verdween. Op de kadastrale kaart van omstreeks 1820 zijn de restanten van De Meent nog steeds gemeentelijk bezit, terwijl de Herenweg in kleine delen particulier bezit is.
De band met Breukelen werd minder toen Tienhoven in 1604 een zelfstandige kerkelijke gemeente werd. Ook Maarsseveen en Breukeleveen gingen deel uitmaken van deze kerkelijke gemeente; voortaan kon er gedoopt en getrouwd worden in Tienhoven. De kerk staat dicht bij de grens tussen Tienhoven en Breukeleveen.
Bij de vorming van de gemeenten in 1811 werd Breukeleveen een zelfstandige gemeente, waarvan de aktes van de burgerlijke stand nog getuigen. De gemeente werd echter al op 1 januari 1812 samengevoegd met de gemeenten Nieuw-Maarsseveen, Oud-Maarsseveen en Tienhoven onder de naam Tienhoven. Per 1 januari 1818 veranderde de gemeentelijke indeling opnieuw: Oud- en Nieuw Maarsseveen gingen samen de gemeente Maarsseveen vormen, terwijl Breukeleveen deel ging uitmaken van de gemeente Breukelen-Sint Pieters. Met Breukelen-Sint Pieters kwam Breukeleveen op 1 januari 1949 bij de nieuw gevormde gemeente Breukelen. Wegens een gemeentelijke herindeling werd Breukeleveen (samen met een gedeelte van de buurtschap Mijnden) in 1989 bij de gemeente Loosdrecht gevoegd, waarmee er een eind kwam aan de eeuwenlange band met Breukelen. In 2002 ging Loosdrecht op in de gemeente Wijdemeren.

## Overleden in Breukeleveen
- Ron Brandsteder (1950-2025), Nederlands acteur, komiek, presentator, zanger